# 栄光のスペース・アカデミー
『栄光のスペース・アカデミー』（えいこうのスペース・アカデミー、Space Cadet）は、ロバート・A・ハインラインによるSF小説。1948年発表。原題にある cadet は士官候補生の意味である。
日本語訳は、1987年（昭和62年）になってハヤカワ文庫SF（早川書房）より矢野徹の訳で刊行された。

## あらすじ
西暦2075年、太陽系連邦北アメリカ連合出身のマシュウ・ダッドソン（マット）は、厳しい選抜試験を経て、惑星間パトロール隊士官候補生として採用される。そして、練習船ランドルフ号で厳しい教育を受ける。苦手科目もあり、マットは自分が向いていないのではないかと悩むが、久々に帰郷すると、マットは一般人との埋め難い差を痛感し、パトロール隊士官としての決意を新たにする。
やがてマットは、親友のテックス、オズとともにアイス・トリプレックス号に実習生として乗り組み、そこでパスファインダー号の捜索を命じられる。パスファインダー号は発見され、曳航のため士官がパスファインダー号に移ると、いつしかマットら候補生達も隊員と同様に扱われるようになる。金星付近まで到達した際、金星赤道地帯における金星原住民との紛争を調査するよう命令が下される。そこでサーロウ中尉以下、候補生3名がジープ・ロケットで金星に降り立つ。

## 登場人物
マシュウ・ブルックス・ダッドソン（マット）
北アメリカ連合アイオワ州デモイン出身。
ビル・ジャーマン（テックス）
試験に赴く途中で、マットと知り合い親友となる。典型的なテキサス人で、何かと「バディ叔父さん」のことを口にする。
オスカー・イェンセン（オズ）
金星出身で、金星語が堪能。
ピエール・アーマンド（ピート）
ガニメデ出身。
エズラ・ダールクィスト、ジョン・マーティン、リヴェラ、ホィーラー
殉職した著名なパトロール隊員。点呼の際、彼ら4名の名も呼ばれる。

## 原題について
space cadet の語は、士官候補生という意味のある cadet に「宇宙の」を付けたもので、本作や、その後に本作の影響を受けて多メディアで広まった作品である「en:Tom Corbett, Space Cadet」（初出1952）により、「宇宙飛行士候補者」といった意味の熟語として使われるようになった。OED第2版は、この熟語について、テストパイロットアルヴィン・ジョンストンについて報じる1952年の「Newsweek」の記事から用例を収録している。
（使いこなすのに相当な訓練が必要そうな、というような形容として）space-cadet keyboard のように、ハッカーの間ではもともとの意味に近い意味で通用しているが、現在一般に使われている俗語としては、「うわの空の奴」といった意味の軽蔑語（wiktionary:en:space cadet を参照）という意味があり、注意を要する。

## 日本語訳書誌情報
- 『栄光のスペース・アカデミー』 矢野徹訳、ハヤカワ文庫SF、1987年6月、ISBN 4-15-010720-3